# ラブライブ!
『ラブライブ！ School idol project』（ラブライブ スクールアイドルプロジェクト）は、KADOKAWA（アスキー・メディアワークスブランド）、ランティス（現・バンダイナムコミュージックライブ）、サンライズ（現・バンダイナムコフィルムワークス）の3社によるプロジェクト「ラブライブ!シリーズ」）の第1作。

## 概要

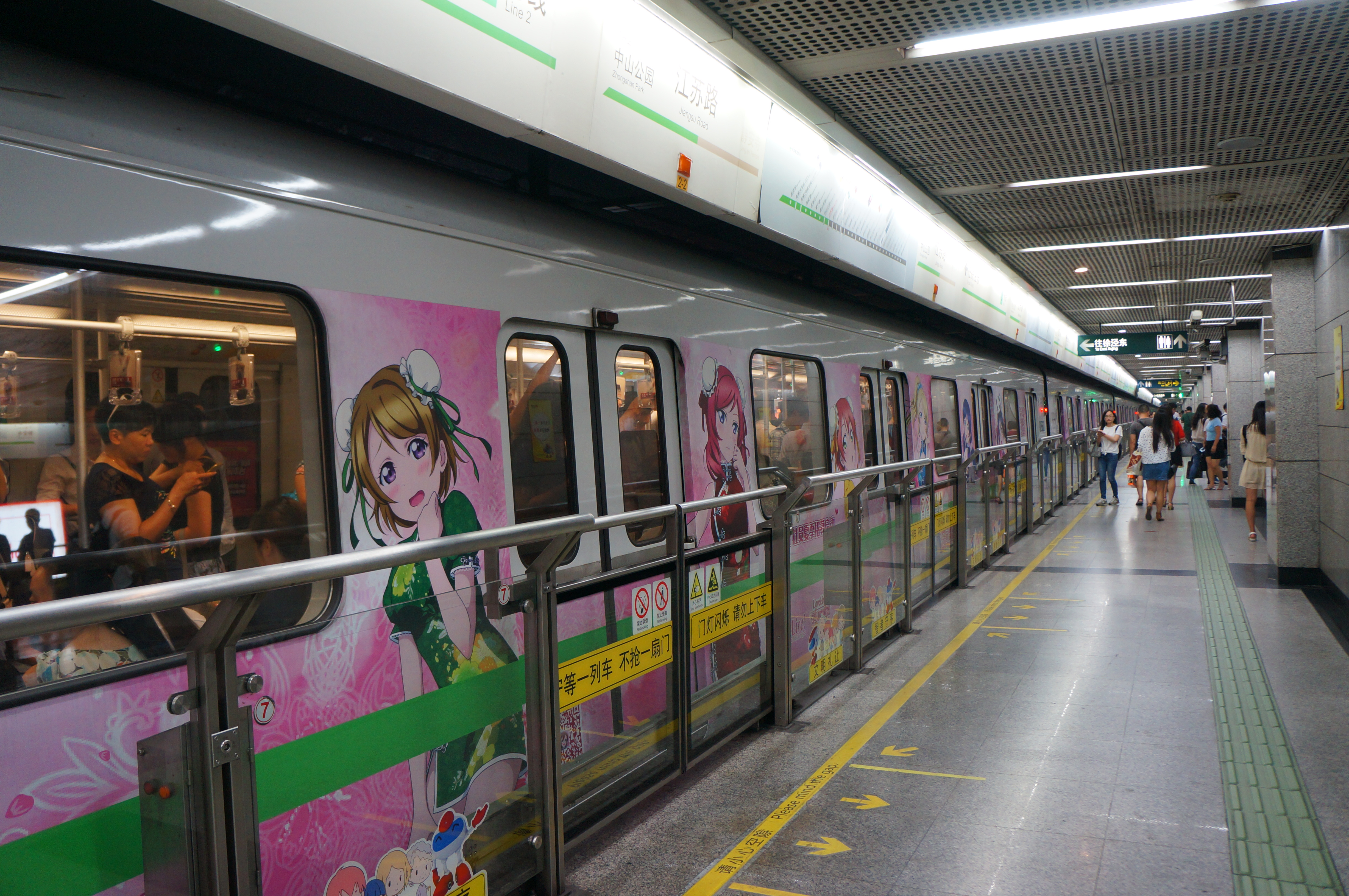
ラブライブ!のラッピングが施された車両（中国・上海 江蘇路駅）

音ノ木坂学院を舞台に活動するスクールアイドルグループ「μ's（ミューズ）」を主人公としたシリーズ第1作であり、シリーズの人気を確立した作品である。
サンライズから『電撃G's magazine』編集部に美少女系企画の共同制作の提案があり、『G's』サイドから提案した3パターンのうち、サンライズも以前から検討していた「アイドルもの」が採択された後、音楽要素が必要ということから、『G's』が過去に手掛けた『シスター・プリンセス』にも関わったランティスの参画が決まった。
男性読者の多いアニメ・ゲーム雑誌である『G's』の美少女系企画として始まった本作であるが、登場する人物キャラクターがほぼ女性のみの作品としては女性ファンの比率が高い印象があり、その理由として、アイドル活動を通してぶつかる様々な壁を努力によって乗り越えて絆を深めていく、いわゆる「スポ根」的な青春ドラマの要素が本作にはあり、男女を問わず共感して応援できるコンテンツとして受け入れられたのではないかという点が指摘されている。
本シリーズの作品は実在の地域を舞台にすることが多く、本作でもμ’sが通う音ノ木坂学院が東京都の神保町近辺にあると設定されていることから、周辺の店舗や名所でのコラボレーションが盛んに行なわれた（詳しくは下記の『#コラボレーション』を参照）。また、主人公・穂乃果の実家のモデルとなった竹むらなど、コラボレーションは行われていないが、実在の店舗や名所がモデルとなったり劇中に登場したりすることもあり、取り分けテレビアニメに登場した際は、エンドクレジットで確かめることができる。
また、「Loveca（ラブカ）」または「Loveca+（ラブカプラス）」というポイント制度が行なわれていたのも、シリーズ中で本作品のみである。このポイントは、商品に封入されるなどされたトレーディングカードに付属しており、集めることで希少な景品と交換できるものであった。カード自体も、『G's』の読者投稿コーナーで採用されなければ獲得できないもの、複数の種類からランダムで封入されたものなどがあり、蒐集品の側面を持っていた。
以下、特に断りのない限り、以下の略称を用いる。
- ラブライブ! Scool idol diary – 小説
- 鴇田アルミによる漫画 – 漫画
- テレビアニメ第1期・第2期および劇場版 - テレビアニメ
- ラブライブ! スクールアイドルフェスティバル – スクフェス
  - ラブライブ！スクールアイドルフェスティバル ～after school ACTIVITY～ – アケフェス、スクフェスAC
  - ラブライブ! スクールアイドルフェスティバルALL STARS – スクスタ

## 略歴
#歴史、μ'sも参照。
2010年6月から『G's』誌上で連載が開始され、同年8月にμ’s（当時は「ラブライブ！」名義）のファーストシングル「僕らのLIVE 君とのLIFE」を発売。その最高位はオリコンランキング167位であった。
2011年に鴇田アルミ作画の漫画が『G's』誌上で連載開始となり、翌2012年にはμ’sの声優陣によるファーストライブが開催された。こういったワンマンライブやリリースイベントなど担当声優による精力的な活動を通じて、CDもリリース毎に売上を伸ばしていった。
2013年には設定を一新したテレビアニメを放送、翌2014年にテレビアニメ第2期を放送、翌2015年に完結編となる劇場版が公開された。テレビアニメ化後は女性ファンも増え、2015年初冬の5thワンマンライブではさいたまスーパーアリーナのスタジアムモードで2日間に渡って開催して延べ7万人以上の観客を動員するに至った他、第66回NHK紅白歌合戦に出場を果たすなど社会的な認知も上がっていった。公野櫻子による小説シリーズ「School idol diary」が刊行されたのもこの時期である。また、『G's』2015年12月号をもって、それまで最長であった『マリッジロワイヤル』を抜き、『G's』で最も長く連載している読者参加企画となった。
2015年末のファイナルシングル「MOMENT RING」発売、「最後のワンマンライブ」と発表された2016年4月のワンマンライブ開催以降も、『G's』（2019年からは『LoveLive!Days』）誌上の連載や『ラブライブ!スクールアイドルフェスティバル』シリーズの展開（2024年3月まで）、出演声優陣の各種イベント出演など、作品・キャラクター・声優の活動は現在も継続中である。
2024年2・3月、テレビアニメ放送10周年を記念したイベント「Special Talk Session」「Orchestra Concert」が開催され、登壇者による歌唱も行われた。『ラブライブ!』単独としてはファイナルライブ以来の8年ぶり、歌唱のあるイベントとしては2020年の「ラブライブ!フェス」以来4年ぶりのイベントとなった。5月には両イベントの振り返り生放送番組が配信され、「Orchestra Concert」が2025年1月に再演されることが発表された。

## ストーリー
東京都千代田区にある、ごく普通の女子高校の「音ノ木坂学院（おとのきざかがくいん）」。地域の人々の想い出に育まれた歴史と伝統あるこの学院も時代の流れには勝てず、3年後に迫る学校統廃合の危機に瀕していた。そんな中、9人の生徒が立ち上がる。彼女たちは、自らがアイドルとして活動し、学校の名を世に広め、入学希望者を増やそうと考えたのだ。今、少女たちと、まだ見ぬファンのみんなで叶える物語＝スクールアイドルプロジェクトが始まった。

## 登場人物
主に基礎設定、複数のメディアで共通する設定を記述する。各メディア固有の設定は別途記述する。特記ない限り、付記された声優はテレビアニメにおける担当を指し、また声優の付記がないキャラクターは、アニメ・ボイスドラマ等、音声を伴う媒体での台詞が一切ない。一部のサブキャラクターは、演出により顔の一部が描写されない。

### 国立音ノ木坂学院
読みは「こくりつおとのきざかがくいん」。漫画での通称は「音ノ木（オトノキ）」、アニメではもっぱら「音ノ木坂学院」と呼ばれる。高坂穂乃果など本作の主要登場人物たちが通う女子高校で、秋葉原、神田、神保町という3つの街のはざまにある伝統校。現在入学希望者は少なく廃校の検討が発表されている。
『G's』では、明治期から始まり、創立115年を数える名門校として、地域ナンバーワンを誇っていた。制服はテレビアニメが始まるまで統一されておらず、冬服の青のブレザーのみが共通しており、スカート、ネクタイ、夏服のワイシャツなどはキャラクターによって色や形が異なっていた。テレビアニメ開始以降は、テレビアニメに準じている。
テレビアニメでは、1年生は1クラス、2年生は2クラス、3年生は3クラスとなっている。ネクタイの色は学年ごとに固定されており、1年生は水色、2年生は赤色、3年生は緑色となっている。部活は同好会でも設立には最低5人必要だが、その後は5人以下になってもいい。学園祭での講堂の使用はガラポンくじで決めるのが昔から伝統となっている。学校教育法上では国立学校として分類される名称だが、本作では学校法人が設立・運営する私立学校に近い性格を持った学校として描写されている。第1期にて廃校は撤回された。
漫画では、序盤の冬服は『G's』の初期版に準じているが、夏服はテレビアニメに準じた統一パターン（色はモノクロのため不明）となっている。部活動の新規申請の要件として、最低人数が9人となっている。

#### μ's（ミューズ）
全メディアに登場。本作の主人公グループ。
音ノ木坂学院を入学希望者の減少による廃校から救うため、学校の宣伝を目的として結成されたスクールアイドルグループ。グループ名の読み「ミューズ」はギリシャ神話のムーサに由来する。またグループ内で3人ずつのミニユニットに分かれての活動もしているが、言及されるのはCD収録のボイスドラマのみで、テレビアニメ、漫画、小説でのミニユニット活動の描写はない。（活動の詳細は#ストーリーを参照）。
テレビアニメではアイドル研究部に所属し、穂乃果・ことり・海未の3人が揃った時点で「μ’s」を名乗り、ファーストライブを開催した。第1回「ラブライブ！」では開催前に棄権、第2回「ラブライブ！」では優勝を果たし、絵里・希・にこの卒業を機に、解散した。続編となるテレビアニメ版『ラブライブ!サンシャイン!!』では、直接登場することはないものの、主人公グループ・Aqoursの面々が憧れる伝説的な存在として描かれている一方、音ノ木坂に形に残るようなもの（記録や、優勝の記念品）を一切残していないと、現役の生徒に言われている。
漫画ではアイドル部に所属し、穂乃果・ことり・凛・花陽の4人が揃った時点でファーストライブを開催し、9人が揃った時点で「μ’s」を名乗った。
漫画『ラブライブ!サンシャイン!!』では、構成は不明だが3人から活動を開始し、第1回「ラブライブ！」で優勝した。
『スクスタ』では物語開始時点で既にμ’sとして9人で活動を始めてからしばらく経っており、「ラブライブ！」出場ではなく、もっぱら「スクールアイドルフェスティバル」開催を目的に活動している。音ノ木坂学院の廃校問題には言及されていない。
『電撃G's magazine』2010年11月号でユニット名公募企画が行なわれるまで、作品タイトルの「ラブライブ!」をユニット名として、誌面やCDで使用していた。また、登場人物を演じる声優陣が、本作品の出演者としてライブイベントなどにゲスト出演する際は「μ's from ラブライブ！」というユニット名を名乗ることもある。
各メンバーの血液型、身長、スリーサイズ、誕生日、イメージカラー、点呼番号、各メディアでの加入順は「μ's#μ'sメンバー基本データ一覧」を参照。
高坂 穂乃果（こうさか ほのか）
声 - 新田恵海
『ラブライブ！』のメイン主人公。16歳の高校2年生。一人称は「私」、「穂乃果」。好きな食べ物はいちご、嫌いな食べ物はピーマン。
スクールアイドル活動の発起人で、μ'sの実質的なリーダー。何事にも一生懸命な頑張り屋で、非常に社交的であり、初めて会う人にも臆することなく接する。実家は老舗の和菓子屋「穂むら」で、たまに店番もしている。メンバーの名前を呼ぶ時は「ちゃん」付けで呼ぶが、一部メディアでは花陽を「かよちゃん」と呼ぶ。ミニユニットでは「Printemps」にリーダーとして所属。
家族構成は『電撃G's magazine』では祖母、父親、母親、2つ下の妹の5人暮らし。他のメディアでは、妹の設定が一部異なる（後述）。
演じる新田は、穂乃果のことを「前を向いているような、それでいて並んでくれているような、ほんとに太陽のような存在だなあってすごく思います」と表現している。
漫画
一年時は剣道部に所属。学院の廃校が発表された際に、自身が剣道の大会で優勝して話題になればと廃校を回避できるのではないかと考え、張り切って東京都新人大会で優勝するも話題にはならず失敗に終わる。そんな中でスクールアイドルが人気であることを知り、次の手段として、剣道部を辞めてスクールアイドルグループを結成することを決める。「ラブライブ!」エントリー時に「μ's」という名前を考えた、漫画版での「μ's」のユニット名考案者。
テレビアニメ
物語開始当初は部活には所属していなかった。祖母と母が音ノ木坂学院の卒業生であり、学院に愛着を持っている。第2期では絵里の後を継ぎ、生徒会長となる。
スクフェス
基本属性はスマイル属性。主人公（プレイヤー）をμ'sのマネージャーとしてスカウトした。日夜活動を続ける中、スクールアイドルの祭典、スクールアイドルフェスティバルに参加することに。イベント本番では「タカラモノズ」を披露。日頃の練習の成果もあって、最高のパフォーマンスをすることができた。アニメではほとんど描写はなかったが、穂むらの手伝いで忙しい時があり、その時はメンバーに助っ人を頼むこともある。
絢瀬 絵里（あやせ えり）
声 - 南條愛乃
17歳の高校3年生。一人称は「私」、「エリチカ」。好きな食べ物はチョコレート、嫌いな食べ物は梅干とのり。
漫画とテレビアニメ第1期、スクフェスでは生徒会長を務める。何事も楽しむ主義の明るい性格。今まで本気で物事に取り組んだことはないが、アイドル活動には情熱を燃やしている。ロシア人の祖母（声 - 平野文）を持つクォーターで、子どもの頃は「かしこいかわいいエリーチカ」と呼ばれていた。基本的には常識人で、個性の強いメンバー達のフォロー役に回ることが多い。メンバーの名前を呼ぶ時は、敬称略で呼ぶ。ミニユニットでは「BiBi」にリーダーとして所属。
家族構成は『電撃G's magazine』では弟が2人、テレビアニメでは亜里沙という妹がいる。漫画・小説でも妹がいるが、名前が亜里沙なのかも、同居しているのかも不明。
演じる南條は、絵里のことを「けっこうしっかりしていて、でも人知れず女の子らしいかわいいところもある」「『絵里だってすごくかわいい部分あるんだから！』とずっと思って演じ続けてきた」と述べている。
漫画
幼い頃からオトノキの学区に住む、穂乃果・ことり・海未の幼馴染で、穂乃果にとって憧れの存在。穂乃果たちの熱意に感化され、加入。A-RISEと勝負をすることが決まるまで、彼女たちのパフォーマンスを見たことがなかった。
テレビアニメ
μ's加入前は独自の路線で学校を救おうとしており、そのためμ'sに対して頑なな態度を取ることもあったが、後に亜里沙と海未が出会ったことがきっかけで本格的にμ'sに関わることになる。その後、亜里沙や希の問答を受け、やりたいことと成すべきこととの間で葛藤するが、穂乃果達の説得と熱意に心を動かされ、μ'sに加入する。加入以降は、μ'sに指示を与える立場を担い、またメンバーともそれなりに打ち解ける。バレエの経験者で、A-RISEでさえ素人にしか見えないと評した。ハンバーガーやゲームセンターを知らない世間知らずとして描写される。
小説
日本生まれだが、物心つくころには、父親の仕事の都合でサンクトペテルブルグ近くの、祖母の故郷に住んでいた。祖母はオトノキのある街で、ロシア料理店「赤いサラファン」を営む。母親はロシアに住んでいる。
南 ことり（みなみ ことり）
声 - 内田彩
16歳の高校2年生。一人称は「私」、「ことり」。好きな食べ物はチーズケーキ、嫌いな食べ物はにんにく。
穂乃果の幼馴染で、母親は音ノ木坂学院の理事長。周囲から天然ボケと言われるドジっ娘で、特にボイスドラマでその傾向が見られる。アイドル活動に自信はないが、歌ったり踊ったりするのは好き。服飾とイラストが得意で、ライブの衣装のデザインや製作、ライブ告知のポスターのメンバーの似顔絵イラストを描いている。また、前頭部の髪が折れ曲がるように盛り上がっており、この部分は、母親の髪形にも表れている。メンバーの名前を呼ぶ時は「ちゃん」付けで呼んでいるが、一部メディアでは花陽を「かよちゃん」と呼ぶ。ミニユニットでは「Printemps」に所属。
家族構成は『電撃G's magazine』では姉と妹がいるとされ、小説では一人っ子とされ、漫画・テレビアニメでは言及されていない。
演じる内田は、ことりのことを「ふわっとして甘くて柔らかくてマシュマロみたいな雰囲気の女の子」と表現している。
漫画
穂乃果のスクールアイドル活動の誘いに最初は不安がっていたが、「かわいい服が着放題、作り放題」という穂乃果の誘い文句に心を動かされ、加入。
テレビアニメ
穂乃果の提案したスクールアイドル活動に真っ先に賛同し、彼女を支えるためにμ'sに2番目に加入する。ライブの衣装デザインや製作、ダンスステップの考案を担当する。第2期では生徒会に参加した（役職不明）。
髪色が作中で明言されたことはないが、アニメ上の髪色を再現したベージュ色ないしアッシュカラーの髪色が非公式に「ことりベージュ」として作品を抜け出した知名度になっている。
小説
生まれつき左足の膝が弱く、5歳の頃にした手術の痕がコンプレックスだったが、穂乃果と海未の計らいで払拭した。小学生の時に入っていた手芸クラブの顧問の先生に頼まれて合唱部の衣装を作ったり、コスプレ衣装を自作していたり、文化祭では寸劇の衣装や演劇部の助っ人をしたりとμ'sの活動以外でも衣装に関するエピソードがある。
園田 海未（そのだ うみ）
声 - 三森すずこ
16歳の高校2年生。一人称は「私」。好きな食べ物は穂乃果の家のまんじゅう、嫌いな食べ物は炭酸飲料。
穂乃果とことりの幼馴染。家は曾祖母の代からこの街に住む日本舞踊の家元であり、そういう家庭環境に育った影響で、常に敬語を用いている。落ち着いた雰囲気を持つが、勝負事では1番を目指す競争力の高さや気概も持ち合わせている。PVでは投げキッスをすることが多い。メンバーの名前を呼ぶ時は、敬称略で呼んでいる。ミニユニットでは「lily white」にリーダーとして所属。
家族構成は『電撃G's magazine』では歳の離れた弟がいるとされている。小説では姉がいる。映画では母親が登場している。
漫画
一年生では、穂乃果と共に剣道部に所属し、アイドル部に所属する際に退部した。
テレビアニメ
弓道部に所属し、アイドル研究部所属後も兼任。妄想癖の傾向があり、ポエムを描く趣味から、作詞を担当。当初は穂乃果の提案したスクールアイドル活動に反対していたが、後に穂乃果のやる気に心を動かされたことでμ'sに3番目に加入する。第2期では副生徒会長を務めた。
星空 凛（ほしぞら りん）
声 - 飯田里穂
15歳の高校1年生。一人称は「凛」。好きな食べ物はラーメン、嫌いな食べ物はお魚。
ハードルとサッカーを得意とするスポーツ少女。物事のやり始めが遅く、少し泣き虫だが、元気はあり余っている。好きな動物は猫で、言葉の語尾に「にゃー」をつける。ミニユニットでは「lily white」に所属。
家族構成は『電撃G's magazine』では姉が2人いるとされているが、他のメディアでは登場していない。映画では母親が登場している。メンバーに対して、花陽は「かよちん」、他は「ちゃん」付けで呼んでいる。
漫画
穂乃果たちの中学時代からの後輩で、穂乃果に妹同然に可愛がられている。穂乃果が始めたスクールアイドルグループには率先して参加している。
テレビアニメ
花陽とは幼馴染みで親友だが、他のメンバーとは劇中で初対面。通常は制服の下に着るベストを着ていない。当初は陸上部に入部するつもりであったが、花陽をμ'sに加入させる流れで自らも真姫と同時にメンバーとしてμ'sに加入する。クールな真姫と引っ込み思案な花陽を持ち前の元気さで引っ張る1年生組のムードメーカーで、気分が高揚すると「テンション上がるニャー！」と叫ぶのが定番。ダンスが得意。
小説
小さな頃は男の子に間違われるのを誇らしげにしていたが、次第に間違われるのが嫌になり、μ'sの衣装でも何かとショートパンツの衣装担当だったため、ことりにミニスカートの衣装が着たいと直訴したことで「魔法」をかけられることになる。花陽との出会いやエピソードはよく覚えていないらしいが、よく泣かせてしまっていたらしい。小さなころに花陽と一緒に仔猫を助けたことがあり、その一件から語尾に「ニャ」をつけるようになり、助けた仔猫も飼う気であったが、猫アレルギーが判明し飼うことができなかった。
西木野 真姫（にしきの まき）
声 - Pile
15歳の高校1年生。一人称は「私」。好きな食べ物はトマト、嫌いな食べ物はみかん。
クールな雰囲気を持つ少女。総合病院の院長夫妻を両親に持ち、両親の後を継いで医者を目指そうと様々な習い事を学んで来た。彼氏いない歴は15年。『G's』やボイスドラマなどではややナルシストかつ唯我独尊的な言動が目立つが、漫画やテレビアニメでは周囲に本心を見せないクールな少女として描かれる。メンバーの呼び方のほとんどが、メディアごとに異なる（後述）。ミニユニットでは「BiBi」に所属。
家族構成は、全メディアにおいて一人っ子となっている。
漫画
UTX学園に入学したかったが、両親の勧めで強制的に音ノ木坂学院へ入学。成績や体裁ばかり気にする両親を「俗物」と嫌悪している。同じくUTX学園への編入を狙うにこに誘われてスクールアイドルグループへ参加した。メンバーに対して、凛へは敬称略、花陽へは「かよちん」、絵里へは「エリー」、他のメンバーは「ちゃん」付けで呼んでいる。
テレビアニメ
自身の才能に惚れた穂乃果に見初められて作曲を依頼され、一度は固辞するも結局は作曲を引き受けることにし、また花陽に対する後押しもあって凛と同時にμ'sに加入する。また、独自の考えからアイドルの曲を嫌っていたものの、μ'sへの加入後は考えを改めるようになる。作曲を担当。メンバーに対して、にこへは「ちゃん」付け、他は敬称略で呼んでいる。指で髪の毛を弄る癖がある。医師である両親の後を継ぐため音楽活動を諦めるリアリストである一方、サンタクロースが実在していると信じている無垢（悪く言えば常識知らず）な人間でもある。
小説
アイドル活動を親に秘密にしており、成績が落ちたことで父親にバレてしまい、活動禁止を言い渡されたが、μ’sの協力で続けられるようになった。
東條 希（とうじょう のぞみ）
声 - 楠田亜衣奈
17歳の高校3年生。一人称は「ウチ」。好きな食べ物は焼肉、嫌いな食べ物はキャラメル。
関西出身ではないが、関西地方の方言を話す。くじ引きなどでは決して悪い結果にならない強運の持ち主で、占いやスピリチュアルパワーなどに凝っており、特にタロットカード占いが得意。ミニユニットでは「lily white」に所属。
漫画
生まれも育ちも秋葉原だが、関西地方の方言を話す。部員が自身1人の超常現象研究会が廃部の危機になる。その後、絵里に引き抜かれ、自身の水晶玉占いの結果、メンバーと運命共同体になると出たため、アイドル同好会に統合する形でスクールアイドルグループに加わる。
テレビアニメ
第1期では生徒会副会長を務め、会長の絵里とは親友。普段は巫女として神田明神で手伝いをしている。絵里が加入したのを機に自身もμ'sに9番目に加入する。穂乃果たちが実施したユニット名公募に「μ's」で投函した、テレビアニメ版における「μ's」のユニット名考案者。英会話が得意。メンバーに対して、絵里は「えりち」、にこは「にこっち」、他は「ちゃん」付けで呼んでいる。
小説
テレビアニメと同じく両親は転勤族で、1人暮らしをしている。転勤により様々な地域の言葉が混ざった結果、自然と関西地方の方言で話すようになった。小さなころから他人には見えないものが色々と見えていたが、成長するにつれて見える頻度が減っている。
小泉 花陽（こいずみ はなよ）
声 - 久保ユリカ
15歳の高校1年生。一人称は「花陽」、「私」。好きな食べ物は白いごはん、嫌いな食べ物はなし。
聞き上手だが、話しかけるのは苦手な引っ込み思案な少女で、運動や歌はあまり得意でないと自虐的になっているが、持ち前の努力で克服している。子供好き。凛とは幼馴染。ミニユニットでは「Printemps」に所属。メンバーを「ちゃん」付けで呼んでいる。
家族構成は『電撃G's magazine』では兄が1人いるが、他メディアでは一人っ子。映画では母親が登場している。
漫画
穂乃果たちの中学時代からの後輩。凛に半ば強引にスクールアイドルグループに引き込まれ嫌がるが、花陽の膝の擦り傷に、ことりが絆創膏を貼って優しく手当てしてくれる姿に感動してスクールアイドルへの参加を決意する。花陽までの4人がファーストライブでの初期メンバーとなる。
テレビアニメ
冬制服時にこげ茶色のタイツを着用する。アイドルの話になると饒舌になるアイドルマニア。自らもアイドルを夢見ており、それでも行動に移す勇気が出なかったが、最終的には凛や真姫の後押しを受けてμ'sに4番目に加入する。加入前は眼鏡をかけていたが、加入後にコンタクトレンズへと変える。
小説
母親はアイドル候補生だったが、花陽の父親となる男性と出会ったため、アイドルとなることはなかった。その件がきっかけで、花陽自身は赤ちゃんモデルとして事務所に登録されていたことがある。凛とは幼稚園からの付き合い。好きな遊びの違いで一緒に遊ぶことはなかなかなかったが、困ったことがあるとお互いに助け合う仲である。
矢澤 にこ（やざわ にこ）
声 - 徳井青空
17歳の高校3年生。一人称は「にこ」、「私」。好きな食べ物はお菓子、嫌いな食べ物は辛いもの。
おしゃれが好きで、色々な衣装を着られると思い、アイドル活動に参加。9人の中でも突出した派手好きで、踊るのは大好きであるが、歌はいまいち。漫画・小説では語尾に「ニコ」をつけたり、名前が「矢澤ニコ」と表記されることもある。ミニユニットでは「BiBi」に所属。
メンバーでは唯一、アニメやMV等で幼少期の姿が描かれなかったが、2018年の『スクールアイドルフェスティバル』のエイプリルフール企画で、初めて登場した。
漫画
高額な授業料を理由にUTX学園の入学を断念しており、「ラブライブ！」優勝特典のUTX学園編入権を目当てに、真姫を伴ってμ'sに加入。常に明るく、アイドルとしての振る舞いを忘れない一方で、自分を含めたμ’sがA-RISEよりも劣っていることから、勝負に勝つためにダーティな手段を取ろうとするしたたかな面もある。メンバーを「ちゃん」付けで呼ぶ。
テレビアニメ
1年生のとき（μ's結成の2年前）にアイドル研究部の部長としてスクールアイドルグループを率いていたが、他メンバーとの人間関係が上手くいかず全員脱退してしまう。2年生まではスクールアイドルを続けようとしたが、3年生になった後でスクールアイドル活動を諦めかけていた。μ'sの存在を知り、最初は彼女らを気に入らず妨害工作をしてまで潰そうとしていたが、最終的には自身がスクールアイドル活動をしていたことを知った穂乃果たちの説得と熱意に押されてμ'sに7番目に加入する。極端なほど自意識過剰で、第三者の前ではアイドルとして振舞うが、メンバーの前では見栄っ張りの毒舌家としての本性が現れる。行動が裏目に出るボケ役だが、アイドルという存在に対しては真摯な思いを持つ。秋葉原のマンション住まいで、漫画や小説のような家庭環境かどうかは言及されていないが、お嬢様育ちの真姫に嫉妬する言動をすることがある。メンバーに対して、原則敬称略で呼んでいるが、真姫を「真姫ちゃん」と呼ぶこともある。
小説
母子家庭で育ち、経済的に良くない家庭環境に対してコンプレックスを抱いている。公式プロフィールのバストサイズは「74cm」となっているが、実は3cmごまかしており、実際は「71cm」であることが判明した。口癖の「にっこにっこにー」の元になったのは幼少期に父親が歌っていた歌であり、父親からもらった笑顔で世界中に笑顔を振りまいて世界で一番幸せなアイドルを目指すと決めている。メイドカフェでアルバイトをしている。

#### 学院関係者
ことりの母 / 理事長
声 - 日髙のり子
テレビアニメに登場。漫画でも、登場人物の会話で言及されている。
学院理事長（漫画では学院長）。生徒会長としての義務感で廃校阻止活動を進めようとする絵里を制止する一方、μ'sの活動は部活動の一環として学業に支障の出ない範囲限定で認めている。娘がメイド喫茶で働いていることは知らない。
山田 博子（やまだ ひろこ）
声 - 美名
テレビアニメ、スクフェスに登場。
音ノ木坂学院の女性教師。クレジット表記では「先生」と表記されており、本名は不明であったが、スクフェスで本名が明らかになった。
女性教師（名前不明）
漫画に登場。
元々は希に弱みを握られて超常現象研究会の顧問をしていたが、入学者減少による同好会格が消滅することに伴い、研究会とアイドル部が合併したことにより、アイドル部の顧問となる。本人は顧問活動に積極的でなく、アイドル部の活動に顔を出している様子はない。
ヒデコ、フミコ、ミカ
声 - 三宅麻理恵（ヒデコ）、山本希望（フミコ）、原紗友里（ミカ）
テレビアニメ、スクフェスに登場。
穂乃果の同級生で友人。μ'sの活動をサポートする。ショートヘアの女子がヒデコ、ポニーテールの女子がフミコ、おさげで小柄の女子がミカ。
アルパカ
声 - 麦穂あんな（オスとメス同時二役）
テレビアニメ、スクフェスに登場。
学院で飼われているオスの白いアルパカとメスの茶色いアルパカ。本作のグッズ等に起用されている、アイコン的存在の一つ。ことり、花陽には懐いているが、絵里とは相性が悪く、唾を吐きかけている。
上記のほか、数学担当の男性教師・猪木、地理担当の男性教師・北村、還暦をすぎた英語担当の男性教員・ピーターソン（以上、小説）、数学担当の男性教師・安田、古文担当の女性教師・丘野、音楽担当の女性教師・酒井（以上、漫画）が、登場人物によって言及されている。

### UTX学園 / UTX学院
秋葉原に在する、周辺地域で一番人気のエスカレーター式の高校。現在も生徒をたくさん集めている。その校舎は秋葉原UDXビルをモデルにしている。漫画版では「-学園」、テレビアニメ版では「-学院」と校名が異なり、また漫画版では共学だが、テレビアニメ版では女子校と異なっている。

#### A-RISE（アライズ）
漫画、テレビアニメに登場。UTX学院の3人組の看板アイドルグループ。本作のライバルグループで、μ'sの強力なライバルとして登場する。
漫画ではUTX生徒会長の策略で、「ラブライブ！」出場権を賭けてμ'sと戦うことになる。μ'sと直接面識はないため、対決自体の意味が見出せないことに悩みつつも、トップスクールアイドルとして全力を尽くそうとする。
テレビアニメでは、第2期においてμ'sと接触。μ'sを評価しており、良きライバルとして戦い、また時折助言もする。劇場版では卒業後にプロデビューすることが決定するとともに、μ'sが主催するイベントに積極的に協力する。
綺羅 ツバサ（きら ツバサ）
声 - 桜川めぐ
高校3年生。A-RISEのリーダーとしてセンターポジションを担う少女。小柄な体型ながらキレのあるダンスをこなす。おでこがチャームポイント。
統堂 英玲奈（とうどう えれな）
声 - 松永真穂
高校3年生。大人っぽい雰囲気を持つ長身の少女。クールなたたずまいから女性ファンが多い。
優木 あんじゅ（ゆうき あんじゅ）
声 - 大橋歩夕
高校3年生。分厚いぱっつん前髪に巻き髪という姫ギャル系少女。甘い小悪魔ボイスが特徴的。

#### UTX関係者
生徒会長（名前不明）
漫画に登場。
UTXの生徒会長を務める。オトノキの生徒会長である絵里とは近隣の高校による合同会議等で顔を合わせることが多く、何かと突っかかってくる。絵里がμ'sに加入したあと、μ'sとA-RISEの対決を提案する。
高飛車で、生徒数の少ないオトノキを馬鹿にしている。絵里のことは多少認めており、彼女がUTXに入学していれば、と思っている。

### μ'sメンバーの親族
高坂 雪穂（こうさか ゆきほ）
声 - 東山奈央
漫画、テレビアニメ、劇場版、小説版に登場。
穂乃果の妹で、姉とは異なる現実的なしっかり者。
漫画
中学2年生。音ノ木坂が廃校となることから、人気のUTXへ入学したいと考えているが、一方で姉や母が通った音ノ木坂に通いたいとも思っている。
テレビアニメ
中学3年生。実家ではショートパンツを履いている。寝る前にパックを顔に貼るなど美容にもうるさい。
当初はUTX学院を志望校にしていたが、穂乃果達のスクールアイドル活動の影響から、音ノ木坂学院を志望校に変えており、映画では亜里沙と共に音ノ木坂学院に入学している。穂乃果には時折苦言を呈することもあるが、基本的には仲良し。絵里の長話に居眠りしてしまうなど根本的には姉に似ている。第2期終盤では3年生が卒業した後のμ'sの在り方に悩む穂乃果の後押しをすると同時に、μ'sに入りたがっていた亜里沙を諭した。
穂乃果の母
声 - 浅野真澄
漫画、テレビアニメ、劇場版に登場。
穂乃果と雪穂の母親。和菓子屋「穂むら」を夫と共に営む。音ノ木坂学院の卒業生であり、生徒会長を務めた。普段は優しいが、和菓子に関しては厳しい。一方で店番中に和菓子をつまみ食いしていたりなど娘たちに似た部分も見受けられる。
穂乃果の父
テレビアニメ、劇場版に登場。
穂乃果と雪穂の父親。和菓子屋「穂むら」を営む和菓子職人。穂乃果のアイドル活動を応援しており、ライブを見に来ることもある。
真姫の母
声 - 井上喜久子
漫画、テレビアニメ、劇場版に登場。総合病院の院長夫人。
漫画
看護師。夫と共に、真姫の意志を無視して、彼女を音ノ木坂に入学させた。世間のアイドルをみっともないと思っている。真姫から「俗物」と嫌悪されている。
テレビアニメ
医者。娘の真姫に様々な習い事をさせている。μ'sのライブを見に訪れるなど、娘の活動に理解がある様子。ことりの母とは旧知であるような描写がある。
真姫の父
小説、漫画、劇場版に登場。他のメディアでも存在は言及されている。
総合病院の院長。
小説
コミカライズでは、眼鏡をかけた男性として描かれる。妻と同様、娘の真姫に様々な習い事をさせている。学校の成績が下がった真姫にスクールアイドルを辞めるよう叱るが、海未達μ'sの説得で考えを改め、真姫のアイ活継続を認めた。
テレビアニメ
テレビアニメ2期ではサンタクロースを信じる真姫にサンタからのメッセージを書いていることが言及されている。劇場版では車で真姫を空港まで送っている。
絢瀬 亜里沙（あやせ ありさ）
声 - 佐倉綾音
絵里の妹。
漫画、テレビアニメ、劇場版に登場。
漫画
年齢不明。絵里の部屋に飾られている写真のみに登場している。
テレビアニメ
中学3年生。ロシアの暮らしが長いため日本の生活に疎い人物として描かれる。μ's、取り分け海未のファン。
同学年の雪穂とは親しく、音ノ木坂入学後はスクールアイドルとして、共に活動した。
絵里の両親
絵里と亜里沙の両親。漫画で絵里の部屋に飾られている写真のみに登場。
にこの母
声 - 三石琴乃
テレビアニメ第2期13話（最終回）から登場し、劇場版にも登場。
にことこころとここあと虎太郎の母親。にこの卒業式に、こころ・ここあ・虎太郎を連れて音ノ木坂学院に来ていた。
矢澤 こころ（やざわ こころ）
声 - 徳井青空
にこの長妹。年齢は作中では不明。テレビアニメ・小説・漫画にて登場。
テレビアニメ
矢澤家の次女。にこと瓜二つな容姿だが、向かって右側にツーサイドアップをしている。年上年下関係なしに敬語で接する性格であるが、姉であるにこに対する敬愛感が強く、にこがやっているスクールアイドル活動を応援している。ただし姉のにこはμ’ｓのメンバーではなくソロの「宇宙No.1アイドル」であり、「ほかの8人はバックダンサーである」というホラ話を信じていた。「にこ以外の8人の機転で妹たち3人のためだけの、にこのソロアイドルとしての引退ライブを開催し、にこはソロ引退直後にμ’ｓに加入した」という書き換えられた筋書きを信じることとなった。
小説
ここあとは双子の姉妹関係。
矢澤 ここあ（やざわ ここあ）
声 - 徳井青空
にこの次妹。作中での年齢は不明。テレビアニメ・小説・漫画にて登場。
テレビアニメ
矢澤家の三女。矢澤姉妹の中では唯一、茶髪のツリ目が特徴。向かって左側にツーサイドアップをしている。こころ同様、姉思いな場面があり、「にこは宇宙No.1アイドルであり、ほかの8人はバックダンサーである」というホラ話を信じていたり、ライブを成功させるエールを送っている。
小説
こころとは双子の姉妹関係。
矢澤 虎太郎（やざわ こたろう）
声 - 徳井青空
テレビアニメと劇場版に登場。
矢澤家の長男で末っ子。作中での年齢は不明。
海未の母、花陽の母、凛の母
劇場版に登場。
それぞれ劇中歌「SUNNY DAY SONG」パートのみの登場。海未・花陽・凛が描かれた団扇を持っている。

### その他の人物
アキバレポーター
声 - 高森奈津美
テレビアニメに登場。
秋葉原のイベントで実況などを担当する女性レポーター。第2期第6話において、秋葉原で開かれるスクールアイドルのハロウィンイベントのインタビュアーとして初登場。
次作『サンシャイン!!』にも登場。
女性シンガー
声 - 高山みなみ
劇場版に登場。
海外にて迷子になった穂乃果をホテルまで案内する。また帰国した穂乃果の前にも現れる。穂乃果以外のメンバーが認識していない、穂乃果が見た幻想的な風景にも現れるなど、不可思議な存在として描かれている。

## 読者参加企画
本作品では、『電撃G's magazine』の読者や本作品のファンの投稿や投票によって展開を左右したり、クイズ形式の企画が行なわれた。本節では代表的な企画を紹介する。

### ユニット
本作品に登場するスクールアイドルグループのうち、ヒロイン全員による「μ's（ミューズ）」、3人ずつで構成されるミニユニット「Printemps（プランタン）」「BiBi（ビビ）」「lily white（リリー・ホワイト）」のユニット名は、いずれもユーザーからの公募で決定されている他、ミニユニットのメンバー構成は、高坂穂乃果、絢瀬絵里、園田海未をリーダーに据えた3人構成という条件のもと、製作側が提示した5つの構成案から、ユーザーによる投票で最多得票のものが選ばれている（下表参照）。それぞれのユニットのメンバー構成や発表楽曲は、「μ's#作品」や「ラブライブ!のディスコグラフィ」を参照。
| ユニット名 | ユニット名考案 | ユニット名決定時期 | ユニット名募集時期                                                 | 選出方法                                           | メンバー構成投票時期 |
| ---------- | -------------- | ------------------ | ------------------------------------------------------------------ | -------------------------------------------------- | -------------------- |
| μ's        | 御児勇馬       | 2010年11月30日     | 一次選考：2010年9月30日-10月14日 二次選考：2010年10月30日-11月14日 | 一次選考：G's編集部による選考 二次選考：ファン投票 | -                    |
| Printemps  | 御児勇馬       | 2011年3月30日      | 2011年2月28日-3月14日                                              | G's編集部による選考                                | 2011年2月1日-14日    |
| BiBi       | だいす         | 2011年3月30日      | 2011年2月28日-3月14日                                              | G's編集部による選考                                | 2011年2月1日-14日    |
| lily white | 森林茶屋       | 2011年3月30日      | 2011年2月28日-3月14日                                              | G's編集部による選考                                | 2011年2月1日-14日    |

この他、本作品に登場する日本全国のスクールアイドルのグループ名も募集され、G's編集部による選考の元、採用された。一部は実際にテレビアニメ等で使用された。

### ラブライ部 G's課外活動 〜のぞまきえり〜
『電撃G's magazine』2011年7月号から2014年5月号まで連載。『G's』誌上における、本作品のファンページ。東條希、西木野真姫、絢瀬絵里が担当する。ユーザーから投稿された文字ネタやイラストを掲載する。各投稿内容には、上記の3人以外のμ'sメンバーのコメントも寄せられる。Vol.10（2012年5月号）からはカラーページだけでなくモノクロページでも展開されるようになった。主要コーナーは以下の通り。
- グッズ開発室 - 『ラブライブ！』にまつわるグッズのアイデアを投稿する。
- ギャラリー - 『ラブライブ！』を題材にしたイラストを投稿する。
- μ's一問一答 - 投稿された質問にμ'sメンバーが答える。2013年2月号で終了。
- あの娘をプッシュ! - 特定のμ'sメンバーに対するメッセージを投稿する。2013年2月号で終了。
- 愛活日誌 - 『ラブライブ！』のために行なったファン活動報告を投稿する。2013年2月号で終了。
- 教えて! ○○ちゃん♥ - μ'sメンバーにプライベートな質問をする。担当メンバーは各回で交代する。2013年3月号より開始。
- 輝け! μ'sナンバー1 - 毎月発表されるテーマに沿ってミニ投票を行う。2013年3月号より開始。
- ラブライ部員の掲示板 - フリートーク。2013年3月号より開始。

### μ'sホットライン
『電撃G's magazine』2014年7月号から2017年8月号まで連載。『のぞまきえり』に代わる、新しいファンページ。主要コーナーは以下の通り。
- 輝け！　μ'sナンバー1 - 『のぞまきえり』同様の、テーマ別のミニ投票。
- FAN ART - イラスト投稿。
- 教えて! ○○ちゃん♥ - 『のぞまきえり』同様の、μ'sメンバーへの質問コーナー。

### School idol diary リクエスト募集
『電撃G's magazine』2014年7月号にて実施。μ'sメンバー9人と、12のテーマの組み合わせで投票を行い、結果に基づいて新作エピソードを製作する。2017年現在、結果発表等は行われていない。

### チビμ'sグッズ アイデア募集
『電撃G's magazine』2014年7月号にて実施。公式イラストレーターの一人・清瀬赤目によるイラストを用いたグッズ案を公募。グッズは本誌や姉妹誌の付録、プライズ景品などとして販売された。結果発表スケジュールは#歴史参照。

### みんなで作るμ'sの歌
『電撃G's magazine』2014年8月号から2015年8月号まで連載開始。作詞や衣装などの段階でファンの意見を取り入れ、1曲の楽曲を製作する。同時に、毎月楽曲製作についてのμ'sメンバーによる一人称視点のイラストノベルを連載した。製作された楽曲は「ミはμ'sicのミ」。製作の流れは#歴史参照。

### スクールアイドルクエスト
『電撃G's magazine』2015年9月号から2016年6月号まで連載。ノベルと連動したクイズ企画で、完全正答するとノベル冒頭の見開きイラストを使用したグッズを景品として貰えた。

### 投票企画
ここでは、ユーザー投票によって決定したダンスフォーメーションでのポジションやイメージガール、投票によらないポジションやユニット構成等を記載する。
「あなたと行きたい♪ 旅ガール決定戦」については全世界で投票されたため、各言語版別の1位も掲載する。
- ：日本語版
- ：英語版
- ：簡体字中国語版
- ：繁体字中国語版
- ：韓国語版

| ヒロイン                                                                     | 高坂穂乃果             | 絢瀬絵里               | 南ことり               | 園田海未                  | 星空凛                  | 西木野真姫                | 東條希                  | 小泉花陽               | 矢澤にこ                  |
| ---------------------------------------------------------------------------- | ---------------------- | ---------------------- | ---------------------- | ------------------------- | ----------------------- | ------------------------- | ----------------------- | ---------------------- | ------------------------- |
| 1stシングルポジション                                                        | センター前列           | センターライト前列     | センターレフト前列     | レフト前列                | ライト前列              | ライト後列                | センターライト後列      | センターレフト後列     | レフト後列                |
| 第1回総選挙 2ndシングルポジション                                            | 1位 センター前列       | 8位 レフト後列         | 9位 センターライト後列 | 2位 レフト中列            | 4位 ライト前列          | 6位 ライト後列            | 3位 ライト中列          | 7位 センターレフト後列 | 5位 レフト前列            |
| 第2回総選挙 3rdシングルポジション                                            | 4位 センターライト中列 | 9位 レフト後列         | 2位 ライト前列         | 5位 レフト中列            | 6位 ライト後列          | 8位 センターレフト中列    | 3位 レフト前列          | 7位 ライト中列         | 1位 センター前列          |
| ミニユニット                                                                 | 「Printemps」 リーダー | 「BiBi」 リーダー      | 「Printemps」 メンバー | 「lily white」 リーダー   | 「lily white」 メンバー | 「BiBi」 メンバー         | 「lily white」 メンバー | 「Printemps」 メンバー | 「BiBi」 メンバー         |
| 第3回総選挙 4thシングルポジション                                            | 1位 センター前列       | 7位 センターライト中列 | 2位 レフト後列         | 3位 ライト後列            | 8位 センターレフト中列  | 6位 ライト前列            | 4位 ライト中列          | 9位 レフト中列         | 5位 レフト前列            |
| 第4回総選挙 5thシングルポジション                                            | 6位 ライト後列         | 9位 センターライト前列 | 1位 センター前列       | 5位 ライト前列            | 8位 センターレフト前列  | 3位 センターレフト後列    | 7位 レフト前列          | 4位 レフト後列         | 2位 センターライト後列    |
| デュオ・トリオ                                                               | 元気ハツラツ           | クール & ビューティ    | ロマンチック乙女       | クール & ビューティ       | 元気ハツラツ            | クール & ビューティ       | ラブリーボイス          | ロマンチック乙女       | ラブリーボイス            |
| 第5回総選挙 6thシングルポジション                                            | 3位 センター右         | 2位 センター左         | 9位 レフト左           | 7位 ライト中央            | 4位 レフト中央          | 1位 センター中央          | 8位 レフト右            | 6位 ライト左           | 5位 ライト右              |
| ヒロイン                                                                     | 高坂穂乃果             | 絢瀬絵里               | 南ことり               | 園田海未                  | 星空凛                  | 西木野真姫                | 東條希                  | 小泉花陽               | 矢澤にこ                  |
| 電撃G'sマガジン カバーガール決定戦                                           | 1位                    | 5位                    | 4位                    | 2位                       | 8位                     | 6位                       | 9位                     | 7位                    | 3位                       |
| CURE MAID CAFÉ 「ラブライブ! カフェ」μ'sイメージガール投票                   |                        |                        |                        | 1位                       |                         |                           |                         |                        |                           |
| CURE MAID CAFÉ 「ラブライブ! カフェ」μ'sチョコレートガール投票               | 7位                    | 6位                    | 2位                    | 3位                       | 8位                     | 8位                       | 5位                     | 1位                    | 4位                       |
| CURE MAID CAFÉ 「ラブライブ! カフェ」μ'sカフェイメージペア投票               |                        | 1位                    | 2位                    |                           |                         |                           |                         |                        | 3位                       |
| μ'sダーツガール投票                                                          |                        |                        | 1位                    |                           |                         |                           |                         |                        |                           |
| ヴァイスシュヴァルツ レベル3争奪選挙                                         |                        |                        |                        | 2年生のレベル3 （1854票） |                         | 1年生のレベル3 （2076票） |                         |                        | 3年生のレベル3 （2044票） |
| アミューズメントガール決定戦第1回 「プライズゲームが一番似合うのはだれ？」   | 1位                    |                        | 2位                    | 3位                       |                         |                           |                         |                        |                           |
| アミューズメントガール決定戦第2回 「アーケードゲームが一番似合うのはだれ？」 |                        |                        |                        |                           | 1位                     | 2位                       |                         | 3位                    |                           |
| アミューズメントガール決定戦第3回 「プリントシール機が一番似合うのはだれ？」 |                        | 2位                    |                        |                           |                         |                           | 3位                     |                        | 1位                       |
| アムラックス東京 助手席クイーン総選挙                                        | 8位                    | 5位                    | 1位                    | 6位                       | 7位                     | 4位                       | 2位                     | 9位                    | 3位                       |
| G'sマガジン付録 にいてんごフィギュア化決定戦                                 |                        |                        | 1位                    |                           |                         | 3位                       |                         |                        | 2位                       |
| コトブキヤ 水着フィギュア化決定戦                                            |                        | 1位                    | 2位                    |                           |                         |                           |                         |                        | 3位                       |
| ラブライブ！ スクールアイドルフェスティバル クリスマスカード決定戦           |                        |                        | 1位                    |                           |                         | 3位                       |                         |                        | 2位                       |
| 美少女ゲームアプリ横断総選挙 1次選挙“ベスト48を決めろ!”                      | 15位 （μ's内8位）      | 12位 （μ's内7位）      | 10位 （μ's内5位）      | 11位 （μ's内6位）         | 5位 （μ's内4位）        | 3位 （μ's内2位）          | 2位 （μ's内1位）        | 33位 （μ's内9位）      | 4位 （μ's内3位）          |
| 美少女ゲームアプリ横断総選挙 2次選挙“神ヒロイン12を決めろ!”                  | 20位 （μ's内9位）      | 17位 （μ's内8位）      | 11位 （μ's内5位）      | 16位 （μ's内7位）         | 12位 （μ's内6位）       | 5位 （μ's内2位）          | 3位 （μ's内1位）        | 8位 （μ's内3位）       | 10位 （μ's内4位）         |
| ラブライブ！ ローソンイメージガール決定戦                                    |                        |                        |                        | 1位                       |                         |                           |                         |                        |                           |
| ラブライブ！ スクールアイドルフェスティバル サマーガール決定戦               |                        | 1位                    |                        |                           |                         |                           |                         |                        |                           |
| 風薫るピクニックガール投票                                                   |                        |                        | 2位                    |                           |                         |                           |                         | 3位                    | 1位                       |
| ラブライブ！ ウエハース ティータイムガール投票                               |                        |                        | 3位                    |                           |                         | 1位                       | 2位                     |                        |                           |
| ラブライブ！ セガスタッフ イメージガール決定戦                               |                        |                        | 2位                    |                           | 1位                     | 3位                       |                         |                        |                           |
| ラブライブ！ スクールアイドルフェスティバル クリスマスプレゼント大作戦       |                        |                        | 2位                    |                           | 4位                     | 1位                       |                         | 5位                    | 3位                       |
| ラブライブ！ スクールアイドルフェスティバル あなたと行きたい♪ 旅ガール決定戦 |                        |                        | 総合2位 1位            |                           |                         | 総合3位 1位               | 総合1位 1位             | 1位                    |                           |
| ラブライブ！ The School Idol Movie 広報担当決定投票 on Amazon.co.jp          |                        | 1位                    |                        |                           |                         |                           | 2位                     | 3位                    |                           |
| ラブライブ！ スクールアイドルフェスティバル 真夏のフルーツガール決定戦       |                        |                        |                        |                           | 2位                     | 3位                       |                         | 1位                    |                           |
| KissMintガール                                                               |                        | 2位                    | 3位                    |                           |                         | 1位                       |                         |                        |                           |
| ラブライブ！×JOYSOUND うたスキガール決定戦♪                                  |                        |                        | 3位                    |                           |                         | 2位                       |                         |                        | 1位                       |
| スクフェス5thアニバーサリーキャンペーンガール27人総選挙                      |                        |                        |                        | 3位                       |                         | 2位                       |                         |                        | 1位                       |
| みんなでパシャ！オータムガール総選挙♪                                        |                        |                        | 1位                    |                           |                         | 2位                       |                         | 3位                    |                           |
| ヒロイン                                                                     | 高坂穂乃果             | 絢瀬絵里               | 南ことり               | 園田海未                  | 星空凛                  | 西木野真姫                | 東條希                  | 小泉花陽               | 矢澤にこ                  |

## モバイル
モバイルサイト『電撃G'sモバイル』にて配信・実施。
キャラ撮！
対応するフィーチャーホンのカメラ機能により、キャラクターとの合成写真を撮影出来るアプリケーション。GPSによるユーザーの位置情報と時間帯によって、撮影出来るキャラクターが変化する。キャラクターの変化時間は毎時0分・15分・30分・45分。
2010年8月13日からサービス開始。同年8月15日までは東京国際展示場周辺で、アイドル衣装キャラとの撮影可能。同月16日以降は秋葉原駅・小川町駅・末広町駅周辺で制服キャラクターとの撮影可能。同年9月30日以降は全国で制服キャラクターとの撮影が可能になった。
総選挙
全ヒロインを対象とした投票。μ's名義のシングル発売直後に行われ、第1位となったキャラクターは、次期シングルのPVにおけるセンターポジションを獲得できる。投票時期などに関しては後述。
その他、待受画像、FLASH待受画像、着ボイスが配信されている。

## 漫画

### ラブライブ！
『電撃G's magazine』2011年12月号のプレ連載を経て、2012年1月号から2014年5月号まで掲載。以降は『電撃G'sコミック』に移籍して連載していたが、Vol.10（2015年3月号）での掲載を最後に編集部都合による休載が続き、その後『電撃G's magazine』に再移籍して2016年3月号より連載を再開。その後、2017年11月号を最後に長期休載となっている。

#### あらすじ
国立音ノ木坂学院を閉校の危機から救うため、高坂穂乃果は剣道部の活動に打ち込んでいた。しかし大会で優勝しても、状況が好転するほど大きな話題にはならなかった。失意の穂乃果は秋葉原を訪れ、音ノ木の生徒数減少の一因である最新校・UTX学園を目にする。同校の擁する校内アイドル「A-RISE」に魅了された彼女は、音ノ木の知名度を上げるため、剣道部を辞めて自分もアイドルになると言い出す。幼なじみの南ことり、後輩の星空凛と彼女に引っ張られてきた小泉花陽がすぐに賛同した。同じ剣道部だった園田海未は穂乃果の変心を責めたが、彼女が真剣であることを見て取ると、自らも仲間に加わる。しかし彼女たちにとっての最後のチャンスというべき、全国アイドルクラブコンテスト「ラブライブ！」に参加するためには、9人の部員と顧問をそろえて正式な部活を発足させねばならなかった。（第1巻）
超常現象研究会の会員を集められなかった東條希が顧問つきで合流し、「ラブライブ！」の優勝者に与えられるUTX学園の無試験編入枠を狙う西木野真姫と矢澤にこが加わったことで、必要な人数はあと1人になった。一同は絢瀬絵里に期待をかけるが、彼女は生徒会長職の多忙を理由に誘いを断る。（第2巻）
「ラブライブ！」へのエントリー申請を済ませ、楽曲や衣装制作に取り組むμ's。そんな中、近隣校の生徒会による合同会議で音ノ木坂をバカにされた絵里は、学校を救うための行動をしなくていいのかと自問し始める。そしてμ'sの活動を見て思い直した絵里はμ'sへの加入を決意。8人もそれを受け入れ、9人となったμ'sはかねてより準備していたデビュー曲「僕らのLIVE 君とのLIFE」のPVを「ラブライブ！」公式サイトにアップロードする。期待と不安に胸を膨らませるメンバーだが、アップロードの翌日に待っていたのは、メンバー以外の誰もPVに投票していないという非情な現実だった。（第3巻）
UTX学園を訪れた絵里と希は、PVを見たUTX学園の生徒会長から、μ’sとA-RISEとの勝負を持ち掛けられる。負けた方は「ラブライブ！」出場を辞退するという条件に、当初は乗り気でなかった絵里だが、A-RISEを利用してμ’sの知名度を上げられるというにこの説得で、勝負を受けることに。A-RISEの実力を知るにこは、搦め手の勝負方法を提案するが、絵里と穂乃果の考案で「匿名での新曲発表による動画再生数勝負」「学校宣伝パンフレットによる知名度上昇度勝負」「音ノ木坂・UTXの生徒を50名ずつ招いてのステージバトル」の三本勝負を行うこととなる。その勝負のための新曲を任された真姫だが、知らず知らずにプレッシャーを受け、スランプ状態に陥ってしまう。（第4巻）
何とかスランプを抜けた真姫が曲を完成させ、作業は作詞担当の海未にバトンタッチされる。果たして匿名で公開された両グループの新曲は、片方がA-RISEではないかというファンの憶測に牽引される形で、μ'sの曲も話題になる。しかし、匿名曲の片方がA-RISEだというネットニュースのせいで、勝負はA-RISEに軍配が上がる。だが、にこが密かに作っていたμ'sの紹介動画をアップロードすることで、新曲に興味を持った視聴者にアピールするという手を打ったμ'sは、次のパンフレット配布勝負に取り掛かる。元々有名なUTXに比べ、無名の音ノ木は「パンフレットによる知名度アップ」という点では有利と踏んだμ'sだったが…。（第5巻）

#### 書誌情報
- 公野櫻子（原作）・鴇田アルミ（作画）・室田雄平（キャラクターデザイン） 『ラブライブ！』 KADOKAWA〈電撃コミックス〉、既刊5巻（2017年5月27日現在）
  1. 2012年9月27日発売、ISBN 978-4-04-886936-2
  2. 2013年6月27日発売、ISBN 978-4-04-891690-5
  3. 2014年5月27日発売、ISBN 978-4-04-866595-7
  4. 2016年9月27日発売、ISBN 978-4-04-865833-1
  5. 2017年5月27日発売、ISBN 978-4-04-892852-6

### ラブライブ！ School idol diary シリーズ
後述の同名小説シリーズを原作とした漫画化作品。ただし、性格やビジュアル、口調などがテレビアニメに準じている部分もある。

#### ラブライブ！ School idol diary
『電撃G'sコミック』Vol.1より連載中。作画：おだまさる。小説第1期（穂乃果編から絵里編）を原作としている。
書誌情報
- 公野櫻子（原作）・おだまさる（作画）・室田雄平（キャラクターデザイン） 『ラブライブ！』 KADOKAWA〈電撃コミックスNEXT〉、既刊4巻（2017年3月27日現在）
  - 01 〜穂乃果・ことり・海未〜、2014年9月27日発行、ISBN 978-4-04-866890-3
  - 02 〜真姫・凛・花陽〜、2015年2月27日発行、ISBN 978-4-04-869295-3
  - 03 〜希・にこ・絵里〜、2015年8月27日発行、ISBN 978-4-04-865317-6
  - 04 〜真姫・花陽・ことり・海未・にこ〜、2017年3月27日発行、ISBN 978-4-04-892849-6

#### ラブライブ！ School idol diary セカンドシーズン
『電撃G'sコミック』2016年4月号より連載開始。作画：柴崎しょうじ。小説第2期（『μ’sの夏休み』以降）を原作としている。
書誌情報
- 公野櫻子（原作）・柴崎しょうじ（作画）・室田雄平（キャラクターデザイン） 『ラブライブ！ School idol diary セカンドシーズン』 KADOKAWA〈電撃コミックスNEXT〉、既刊5巻（2021年9月27日現在）
  - 01 〜秋の学園祭♪〜、2016年8月27日発売、ISBN 978-4-04-892362-0
  - 02 〜μ’sの夏休み〜、2017年3月27日発売、ISBN 978-4-04-892850-2
  - 03 〜μ’sのクリスマス〜、2018年3月10日発売、ISBN 978-4-04-893655-2
  - 04 〜春色バレンタイン☆〜、2020年9月25日発売、ISBN 978-4-04-913439-1
  - 05 〜始まりの新学期〜、2020年9月25日発売、ISBN 978-4-04-914017-0

#### ラブライブ！ School idol diary Special Edition
『ラブライブ！総合マガジン（Vol.3以降は『LoveLive! Days』）』Vol.1（2019年7月1日発行）より連載開始。作画：たかみ裕紀。『電撃G's magazine』2016年7月号より連載された「Special Edition」（未単行本化）を原作としている。
書誌情報
- 公野櫻子（原作）・たかみ裕紀（作画）・室田雄平（キャラクターデザイン）『ラブライブ！ School idol diary Special Edition』KADOKAWA〈電撃コミックスNEXT〉、全3巻
  - 『ラブライブ！ School idol diary Special Edition 01』、2020年2月25日発売、ISBN 978-4-04-913056-0
  - 『ラブライブ！ School idol diary Special Edition 02』、2020年9月25日発売、ISBN 978-4-04-913438-4
  - 『ラブライブ！ School idol diary Special Edition 03』、2021年5月27日発売、ISBN 978-4-04-913795-8

## アニメ
本作品のアニメは、μ'sのCDに同梱されるDVD・BDに収録されたPVと、2013年から始まったテレビアニメの2つに大別される。製作はどちらもサンライズ。

### PV
CDに付属するDVDに収録されたPVは、2D作画と3DCGの合成アニメーションとなっている。5 - 6分程度の短いアニメに通常の30分作品以上の予算と手間がかけられており、2Dと3Dを高いレベルで融合させた高品質なものに仕上がっている。また、このPVでキャラクターたちが披露するダンスをライブイベントのステージ上で担当声優たち自身が実演し、楽曲ごとに異なる各キャラクターのポジションやフォーメーションをも含め、ほぼ完全に再現する点が見どころになっている。生身では困難とも思えるアニメ劇中の動きを実現させるため、演者たちには一般的なライブ以上に密度の濃い特訓が課せられることもあるという。
1. 僕らのLIVE 君とのLIFE
2. Snow halation
3. 夏色えがおで1,2,Jump!
4. もぎゅっと“love”で接近中！
5. Wonderful Rush
6. Music S.T.A.R.T!!
7. ラブライブ！μ's Live Collection

### テレビアニメ
μ'sを主人公にしたテレビアニメ『ラブライブ！』は、第1期が2013年1月から3月までTOKYO MX・読売テレビ・テレビ愛知・BS11にて全13話、第2期が2014年4月から6月まで全13話で放映された。続編として2015年6月13日に映画『ラブライブ！The School Idol Movie』が公開された。

## ゲーム

### コンピュータゲーム
ラブライブ! スクールアイドルフェスティバル
2013年よりサービス開始。ブシロードのスマートフォン向けアプリケーションゲーム会社「ブシモ」の1タイトルとして配信されたリズム & アドベンチャー。
ラブライブ！School idol paradise
PlayStation Vita用リズムアクションゲーム。2014年8月28日、「vol.1 Printemps」「vol.2 BiBi」「vol.3 lily white」の3タイトルが角川ゲームスより発売。開発はディンゴ。

### トレーディングカードゲーム
| ゲームタイトル       | 商品名                                                               | 発売日        |
| -------------------- | -------------------------------------------------------------------- | ------------- |
| ヴィクトリースパーク | ブースターパック『Baby Princess & ラブライブ！』                     | 2011年10月1日 |
| ヴィクトリースパーク | トライアルデッキ『ラブライブ！』                                     | 2013年6月21日 |
| ヴィクトリースパーク | ブースターパック『ラブライブ！ & 電撃G'sマガジン』                   | 2013年8月16日 |
| ヴァイスシュヴァルツ | トライアルデッキ『ラブライブ！』                                     | 2013年4月13日 |
| ヴァイスシュヴァルツ | ブースターパック『ラブライブ！』                                     | 2013年7月26日 |
| ヴァイスシュヴァルツ | ブースターパック『ラブライブ！ feat.スクールアイドルフェスティバル』 | 2014年1月24日 |

## 小説
『ラブライブ！ School idol diary』は、μ'sメンバー自身が書いた活動日誌という体裁の掌編集。各章の末尾には、日誌を書いたメンバー以外のメンバーから寄せられたコメントが添えられている。付録として、表紙イラストを利用した「Loveca+」が添えられている。また、いずれも漫画化されている（#漫画）を参照。
第13作『春色バレンタイン☆』は2015年2月28日に発売予定であったが、数回の発売延期を経て2015年7月以降は発売日未定となり、『G's』2018年12月号から連載形式で発表され、2019年5月30日に単行本が発売された。
また、μ'sがファイナルライブを行った直後に発売された『G's』2016年6月号掲載の予告を経て、翌2016年7月号から2017年9月号まで「Special Edition」（略称「Sid SE」）が連載された。こちらは2019年現在、未単行本化。
公野櫻子（著）室田雄平、音乃夏、清瀬赤目（イラスト）、KADOKAWA アスキー・メディアワークス
1. 『ラブライブ！ School idol diary 〜高坂穂乃果〜』、2013年5月30日発行、ISBN 978-4-04-891583-0
2. 『ラブライブ！ School idol diary 〜園田海未〜』、2013年6月30日発行、ISBN 978-4-04-891720-9
3. 『ラブライブ！ School idol diary 〜南ことり〜』、2013年7月30日発行、ISBN 978-4-04-891721-6
4. 『ラブライブ！ School idol diary 〜西木野真姫〜』、2013年8月30日発行、ISBN 978-4-04-891722-3
5. 『ラブライブ！ School idol diary 〜小泉花陽〜』、2013年9月30日発行、ISBN 978-4-04-891723-0
6. 『ラブライブ！ School idol diary 〜星空凛〜』、2013年11月30日発行、ISBN 978-4-04-891724-7
7. 『ラブライブ！ School idol diary 〜矢澤にこ〜』、2013年12月27日発行、ISBN 978-4-04-891725-4
8. 『ラブライブ！ School idol diary 〜東條希〜』、2014年1月30日発行、ISBN 978-4-04-891726-1
9. 『ラブライブ！ School idol diary 〜絢瀬絵里〜』、2014年4月5日発行、ISBN 978-4-04-891727-8
10. 『ラブライブ！ School idol diary 〜μ'sの夏休み〜』、2014年8月30日発行、ISBN 978-4-04-866758-6
11. 『ラブライブ！ School idol diary 〜秋の学園祭♪〜』、2014年10月28日発行、ISBN 978-4-04-866818-7
12. 『ラブライブ！ School idol diary 〜μ'sのクリスマス〜』、2014年12月25日発行、ISBN 978-4-04-866819-4

公野櫻子（著）室田雄平、柴崎しょうじ、清瀬赤目（イラスト）、KADOKAWA アスキー・メディアワークス
1. 『ラブライブ！ School idol diary 〜春色バレンタイン☆〜』、2019年5月30日発行、ISBN 978-4-04-866820-0
2. 『ラブライブ！ School idol diary 〜始まりの新学期〜』、2020年1月30日発行、ISBN 978-4-04-866821-7

## コラボレーション

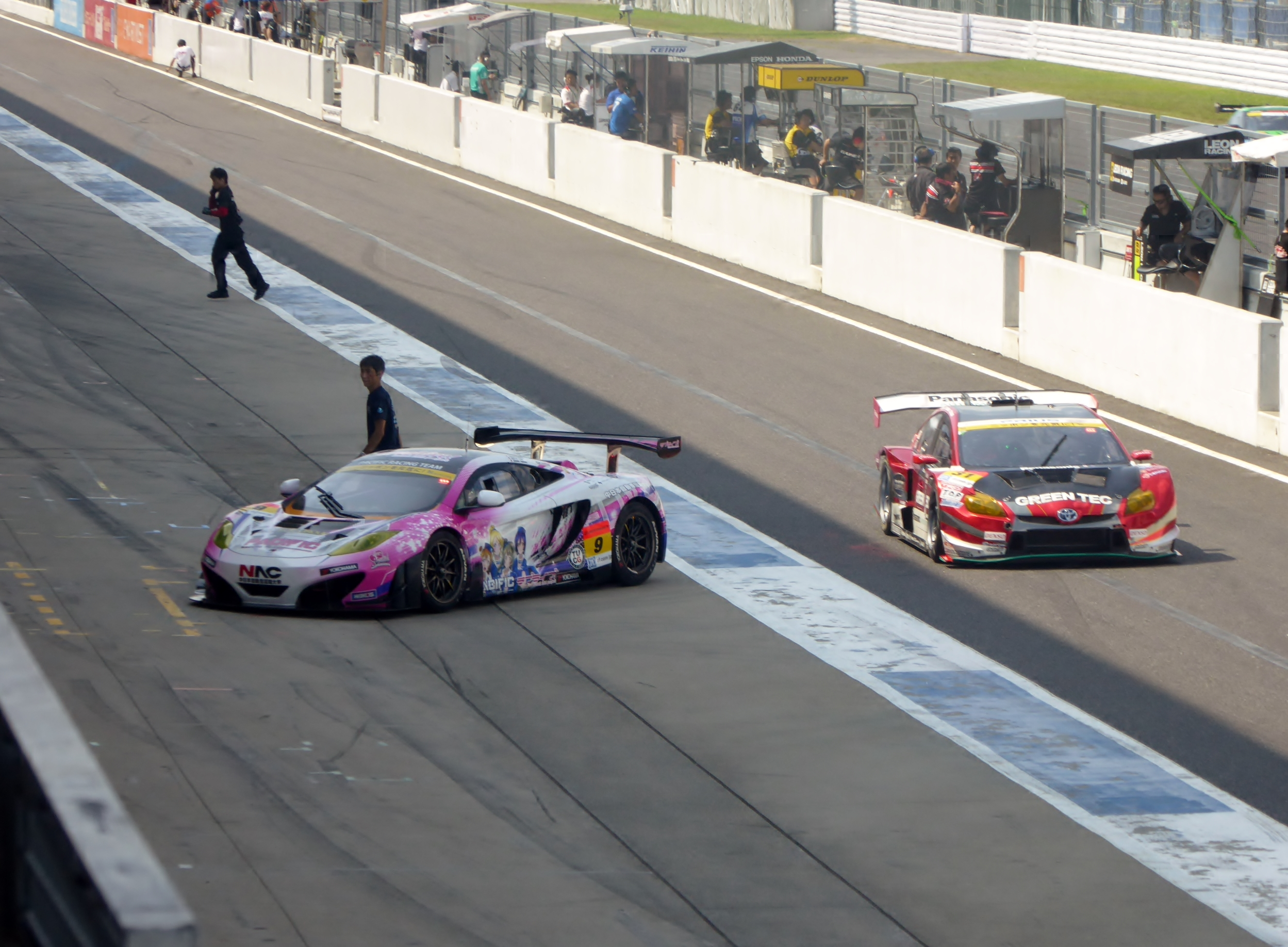
2015年度GT300出場車両（写真左）

タイトルや法人名で五十音順に列挙する。他のラブライブ!シリーズ作品と合同でのコラボレーションは、ラブライブ!シリーズ#コラボレーションを参照。
- イベント『アムラックス×ラブライブ！』（2013年3月2日 - 4月19日） - アムラックスとのコラボで、アルファードの公式デコレーションカーが展示車として、アクアの公式デコレーションカーが試乗車として用意されるほか、試乗車内では録り下ろしのオリジナルラジオ番組「ラブライブ！ μ's広報部 〜にこりんぱな@アムラックス東京〜」が放送された[57]。
- 『エクシング』（2015年9月1日 - 10月31日、11月1日 - 2016年1月11日） - JOYSOUNDとのコラボレーションで、1回目は対象曲を総計300万回歌い、2回目はスマートフォンを使って、全国採点GPで総計3000万点を目指す企画を実施[58][59]。
- ゲーム『神様と運命革命のパラドクス』（2013年1月24日発売） - μ's全員が声優として声の出演をしている[60]。
- 『神田明神』 - 劇中にも実名で登場。μ'ｓのメンバーが描かれた絵馬とお守りを販売。海洋堂が発売するガチャガチャ「神田明神縁起物」に東條希の絵馬がラインナップされている[61][62]。また2015年5月に行われる神田祭ともコラボレーションを行い、コラボレーションポスターの制作や記念グッズの販売、祭の開催と映画公開を記念したアトレ秋葉原とのコラボレーション企画も実施された[63]。
- 『がんばっていきまっしょい』 - 2024年10月、同作のアニメ映画版の公開に際して、本作アニメ版のキャラクターデザインを手がけた西田亜沙子が同映画でもキャラクターデザインを担当した縁から、同作主人公・村上悦子と高坂穂乃果のコラボイラストが製作された[64]。
- 『グランブルーファンタジー』 - Cygamesが開発・運営するソーシャルゲーム。コラボイベントを開催[65]。コラボイベントでは男性主人公（グラン）でもプレイが可能だが、『サンシャイン!!』と同じく、こちらでも「作中の世界観に合わせ、主人公の性別を女性に変更してコラボイベントをお楽しみいただくことを推奨します。」と表示されている。
- 『クロスカンパニー』 - earth music&ecology Japan LabelブランドでPrintemps3人のイメージコーデと、9人分のコラボレーションネックレスを販売した[66]。
- 『神戸レザークロス』 - 「ちゃけちょけ」ブランドで『もぎゅっと“love”で接近中！』9人分のコラボレーションパンプスと、『僕らは今のなかで』のコラボレーションパンプスを販売。1足につきブロマイド1枚がついてきた[67]。
- 『ココスジャパン』（2016年1月19日 - 3月21日） - ファミリーレストラン『ココス』とのコラボレーションで、対象のコンボセットを注文すると限定グッズがプレゼントされる[68]。
- 『ねぶた祭り』 - 2015年夏に青森県内各地で開催のもののうち、青森市の『青森ねぶた』（1年生チーム）、弘前市の『弘前ねぷた』（2年生チーム）、五所川原市の『五所川原立佞武多』（3年生チーム）でμ's各キャラクターのねぶたが運行された。なおこれらのねぶたは同年9月に開催された『京都国際マンガ・アニメフェア2015』各会場でも展示された[69][70]。
- モータースポーツ『PACIFIC RACING TEAM[71]』 - SUPER GTのGT300クラスでPACIFIC DIRECTION RACINGとして2014年はポルシェ997GT3R（国立音ノ木坂学院NACポルシェwith DR[72][注 11]（ドライバー:白坂卓也・坂本祐也・アンドレ・クート・飯田太陽）、年間ランキング:ドライバー25位・チーム19位）、2015年はDIRECTIONが離脱しPACIFIC単体に体制を縮小してマシンをマクラーレンMP4-12C[注 12](PACIFIC マクラーレン with μ's[73]（ドライバー:白坂卓也・東徹次郎・阪口良平・山脇大輔）、年間チームランキング27位）に変更して参戦。
D1グランプリではPACIFIC RACING TEAM with BLITZとしてドライバーにD1のレジェンドドライバー野村謙を招聘し2014年トヨタ・86（NACラブライブ！86 with BRIDE FALKEN））で、2015年はかつての野村の代名詞でもあったER34日産・スカイライン4ドアで参戦。
SUPER GT・D1ともにμ'ｓの9人をまとった痛車[注 13]仕様のレーシングカーで出走する[74]。GSR初音ミクと同じくサポーター制度を導入しノベルティとしてねんどろいどぷちを始めとするレースクイーン仕様のμ'ｓオリジナルグッズが頒布された。
- 『ハローキティ』（2015年6月13日） - 劇場版公開記念として、『KiRa-KiRa Sensation!』の衣装を着たハローキティグッズを劇場版を上映している映画館で販売[75]。2018年のサンリオとのコラボレーションの詳細は『ぷちぐるラブライブ!』を参照。
- 『パワーパフガールズ』（2015年11月20日 - 12月7日） - μ'sメンバーやその他のキャラクター達がパワーパフガールズ風のイラストデザインで描き下ろされた[76]。
- 『ピザハット』（2014年2月24日 - 3月30日） - ピザハットとのコラボで、ピザハット神田店が期間中「ピザハット音ノ木坂店」となり、配達用バイクがラブライブ！仕様となる。また、音ノ木坂店で持ち帰ると、特製クリアファイルがプレゼントされるほか、同期間中に開設されるWEB支店からオーダーすると抽選で週替わりでプレゼントが当たる[77][78]。
- 『ローソン』 - 対象商品を購入することでクリアファイルがもらえるなどのキャンペーンを実施。またローソン限定で、ランチパック（山崎製パン）のラブライブ！コラボ仕様「たまごとツナ」が発売された[79]。

## 歴史
号数は『電撃G's magazine』のもの。μ’sを演じる声優は名字のみで表記する。
2010年7月号
本作の予告を掲載。
2010年8月号
プレストーリー、登場人物紹介（公式サイト掲載のものと同じ）、企画展開説明を掲載。
2010年9月号
プレストーリー第2回「Prologue Story ; 2」、ヒロインからのメッセージ、人気投票開催告知を掲載。
2010年8月13日 - 15日
コミックマーケット78にて、ファーストシングル「僕らのLIVE 君とのLIFE」夏コミ限定を販売。携帯サイト『電撃G'sモバイル』にて第1回人気投票を開催（同月31日まで）。
2010年10月号
ファーストシングル発売後のメンバーからのメッセージ、新コスチューム着用メンバーの立ち絵、今後の展開、キャラ撮!情報を掲載。
2010年11月号
ヒロインの担当声優を公開。穂乃果・ことり・希のイラストストーリーを掲載。グループ名募集企画第1次選考受付開始（同年10月14日まで）。
2010年9月30日
『キャラ撮！』全国サービス開始。インターネットストリーミング番組『とりあえず生中（三杯目）』（ニコニコ生放送）に新田恵海・内田彩・飯田里穂・Pile・楠田亜衣奈・久保ユリカがゲスト出演。
2010年12月号
海未・真姫・花陽のイラストストーリーを掲載。グループ名募集企画第1次選考結果発表、第2次選考告知。
2010年10月30日
『電撃G'sモバイル』特設サイトにて、グループ名募集企画第2次選考投票受付開始（同年11月14日まで）。
2010年11月21日
テレビ番組『Club AT-X だぶるあ〜る』（アニメシアターX）第204回にて、三森すずこを除く出演声優8人がコーナー出演。
2011年1月号
グループ名募集企画結果発表、グループ名が「μ's（ミューズ）」に決定。ニコニコ生放送での出演予告、絵里・凛・にこのイラストストーリーを掲載。
2011年2月号
見開きイラスト、「Snow halation」収録のボイスドラマのワンシーンを再現したイラストノベル、ヒロインからのメッセージを掲載。第2回総選挙開催告知（2010年12月27日から2011年1月13日まで受付）。
2011年3月号
4ページのイラストノベルを掲載。3人構成のユニット3組の結成およびユニットシングル3種の発売を発表。ユニット構成を決定する投票の開催告知（2011年2月1日から同月14日まで受付）。
2011年4月号
3号連続SPECIALグラビア第1弾（矢澤にこ）掲載。ユニット構成発表。各ユニットのユニット名募集を告知（2011年3月14日まで受付）。
2011年5月号
各ユニット名およびユニットによるシングルCDの発売日を発表。3号連続SPECIALグラビア第2弾（南ことり）、国立音ノ木坂学院学園紹介掲載。
2011年6月号
Printemps「Love marginal」特集、3号連続SPECIALグラビア第3弾（東條希）掲載。誌上ファンクラブ「ラブライ部（仮）」発足告知、投稿受付開始。
2011年5月23日
インターネット番組『ラブライ部 ニコ生課外活動 〜ことほのうみ〜』放送開始。
2011年7月号
BiBi「ダイヤモンドプリンセスの憂鬱」特集、μ's 3rdシングル特集、誌上ファンクラブ「ラブライ部 G's課外活動 〜のぞまきえり〜」Vol.0を掲載。
2011年5月31日
インターネットラジオ『ラブライ部 ラジオ課外活動 〜にこりんぱな〜』配信開始。
2011年8月号
μ's 3rdシングル特集、lily white「知らないLove*教えてLove」特集掲載。「ラブライ部 G's課外活動 〜のぞまきえり〜」連載開始。漫画の連載を告知。
2011年9月号
μ's 3rdシングル特集、第3回総選挙の予告を掲載。
2011年8月5 - 14日
秋葉原のキュアメイドカフェにてイベント「ラブライブ！カフェ」を開催。
2011年8月24日
第3回総選挙投票受付開始（同年9月14日まで）。
2011年10月号
μ's 4thシングル、ソロCDの告知。
2011年11月号
第3回総選挙結果発表。1stライブの告知。キュアメイドカフェとのコラボレーショングラビア（園田海未）を掲載。
2011年12月号
漫画プレ連載。μ's クリスマスガール決定戦投票受付開始（同年11月11日まで）。1stライブの告知。
2012年1月号
漫画連載開始。クリスマスガールは絢瀬絵里に決定。
2012年2月号
μ's 4thシングルの詳細を公開。
2012年3月号
第4回総選挙の告知。
2012年2月15日
第4回総選挙投票受付開始（同年3月10日まで）。
2012年2月17 - 26日
秋葉原のキュアメイドカフェにてイベント「ラブライブ！カフェ」を開催。「μ'sチョコレートガール」は小泉花陽に決定。
2012年2月19日
μ's声優が初のライブイベントとなる「ラブライブ！μ's First LoveLive!」を横浜BLITZで開催。
2012年4月号
デュオ・トリオシングルシリーズの告知。
2012年3月2日
「For smile 韓日友好チャリティーコンサート2012」にPile・飯田・久保が暫定ユニット「KARIP」名義で出演。
2012年3月10日
μ's声優が「ブシロードカードゲームライブ2012」に出演。
2012年5月号
第4回総選挙結果発表。
2012年6月号
西木野真姫（第4回総選挙第3位）特集。
2012年7月号
矢澤にこ（第4回総選挙第2位）特集。5thシングル告知。
2012年8月号
南ことり（第4回総選挙第1位）特集。
2012年8月26日
μ's声優が国内最大のアニメソングのライブイベント『Animelo Summer Live』に初参加。その後も2015年まで4年連続で参加している（詳細は「μ's#ライブ・イベント」を参照）。
2012年10月号
μ's 5thシングルの詳細、秋のイベント告知、本誌の表紙に起用されるカバーガール決定戦の予告を掲載。
2012年9月23日
「東京ゲームショー2012」のブシロードブースに設置されたプロレスリングにてμ's声優（絵里役の南條を除く）のミニライブを実施。デュオ・トリオ曲を含む5曲を歌った。
2012年11月号
テレビアニメ用キャラクターデザイン公開。
2012年10月21日
電撃20年祭2日目にてステージイベント「ラブライブ！ 2012年ラブライ部員とμ'sの課外活動 特別出張 in 電撃20年祭」を開催。また、同会場にて実施された「ダーツde総選挙」の結果、μ'sダーツガールは南ことりに決定。
「DENGEKI MUSIC LIVE!!」のトリをμ's声優が務め、1st - 4thシングルの表題曲を歌った。
2012年12月号
カバーガールは高坂穂乃果に決定。
2013年1月号
京極尚彦アニメ監督インタビュー。
2013年2月号
『電撃ラブライブ！』刊行予告、冬のイベント物販紹介、『ヴァイスシュヴァルツ』参戦告知。
2012年12月27日
『ヴァイスシュヴァルツ』μ'sレベル3争奪選挙投票受付開始（2013年1月25日まで）。
2013年1月3日
南條を除くμ's声優8人がTOKTO DOME CITY HALLにて、ライブイベント「ラブライブ！ μ's New Year LoveLive! 2013」を開催。
2013年1月 - 3月
テレビアニメ第1期を放送。
2013年1月25日 - 2月11日
秋葉原のキュアメイドカフェ、千葉県茂原・埼玉県三郷のWondercafeにてイベント「ラブライブ！カフェ」を開催（Wondercafe 茂原店のみ2月3日まで）。
2013年3月号
カバーガール総選挙の結果により、第1位の穂乃果が表紙のメインとなる。テレビアニメ第4話までのあらすじ紹介、ダーツガール総選挙の結果によるグラビア（ことり）、公野櫻子によるオリジナル小説刊行などの告知を掲載。
2013年4月号
カバーガール総選挙の結果により、第2位の海未と第3位のにこが表紙のメインとなる。テレビアニメ第8話までのあらすじ紹介、『ヴァイスシュヴァルツ』μ'sレベル3争奪選挙、「ラブライブ！カフェ」イメージペア投票結果発表、「μ's New Year LoveLive! 2013」レポートなどを掲載。
2013年3月10日
ベルサール秋葉原にて、シークレットイベント「μ's in Wonder zone」を開催。
2013年3月24日
μ's声優が「ブシロードカードゲームライブ2013」に出演。「僕らは今のなかで」「Snow halation」など全3曲を歌った。
2013年5月号
テレビアニメ特集、イベント「μ's in Wonder zone」レポートなどを掲載。
2013年3月31日
新宿ピカデリーにて「μ's New Year LoveLive! 2013」Part1フィルムライブ & 第13話上映イベント」を開催。
2013年4月
ブシロードがスマートフォン向けリズム&アドベンチャーゲーム『ラブライブ！スクールアイドルフェスティバル』を配信開始。
2013年6月号
小説「School idol diary〜穂乃果編〜」の一部、テレビアニメ特集、μ's 6thシングル制作決定告知、ユニットシングル2nd Sessionリリース告知などを掲載。漫画は単行本作業のため、休載。
2013年7月号
イラストノベル「secret short cuts」cut 1、小説「School idol diary 〜高坂穂乃果〜」の一部、第5回総選挙の結果、μ's 6thシングル制作決定告知、ユニットシングル2nd Sessionリリース告知などを掲載。
2013年6月16日
μ's声優がパシフィコ横浜 国立大ホールにて、ライブイベント「ラブライブ！ μ's 3rd Anniverary LoveLive!」を開催。
2013年6月22日
南條を除くμ's声優8人が、@JAM 2013「アニソンday」に出演。トリを務め、「僕らは今の中で」「僕らのLIVE 君とのLIFE」「夏色えがおで1,2,Jump!」「No brand girls」を歌った。
2013年8月号
「Next Project」発表。イラストノベル「secret short cuts」cut 2、小説「School idol diary 〜園田海未〜」の一部を掲載。μ'sにいてんごフィギュア化決定戦の告知。
2013年7月13日
日本一ソフトウェア20周年記念ライブイベント「魔界ウォーズLive episode1 アサギの逆襲」に、μ's声優から『神様と運命革命のパラドクス』にて天使役を務めた5人が出演。「革命ですね？神様！」「スペシャルメドレー（羽は知ってしまったの？ ～ 斯くも憂美な日となりて ～ I'll smile for yours ～ コドクの回廊 ～ 閃光Resolution）」を歌った。
2013年9月号
イラストノベル「secret short cuts」cut 3、小説「School idol diary 〜南ことり〜」の一部を掲載。ユニットシングル特集、3rd ライブレポート、助手席クイーン総選挙ごほうびグラビア、水着フィギュア化決定戦の告知。
2013年10月号
イラストノベル「secret short cuts」cut 4、小説「School idol diary 〜西木野真姫〜」の一部を掲載。テレビアニメファンディスクの告知。にいてんごフィギュア化は南ことりに決定。
2013年11月号
小説「School idol diary 〜小泉花陽〜」の一部を掲載。PS Vitaゲームの告知、コミック連動企画「ラブライブ！」出場ユニット名募集。水着フィギュア化は絢瀬絵里に決定。
2013年12月号
イラストノベル「secret short cuts」cut 5、小説「School idol diary 〜星空凛〜」の一部を掲載。6th シングル特集、PS Vitaゲーム、ファンディスク & ライブディスクの情報を掲載。
2013年11月24日
MEGAWEBトヨタ シティショウケースにて、東京トヨペットによる公式痛車の販売を記念して「ラブライブ！国立音ノ木坂学院公用車お披露目トークイベント」を開催。
2014年1月号
イラストノベル「secret short cuts」cut 6、小説「School idol diary 〜星空凛〜」の一部を掲載。6th シングル特集、PS Vitaゲームの情報、水着フィギュア化企画イメージイラストを掲載。
2013年12月13 - 14日
「ラブライブ！スクールアイドルフェスティバル ハイスコアチャレンジ in 秋葉原」開催。
2014年2月号
イラストノベル「secret short cuts」cut 7、小説「School idol diary 〜矢澤にこ〜」の一部を掲載。PS Vitaゲーム特集。
2013年12月23日 - 2014年1月5日
JR山手線にてμ'sのラッピング車両を運行。
2014年1月26日
μ's声優が日本武道館で行われた「リスアニ! LIVE 4 SUNDAY STAGE」に出演、全4曲を歌唱した。
2014年3月号
イラストノベル「secret short cuts」cut 8、小説「School idol diary 〜東條希〜」の一部を掲載。4th ライブ、PS Vitaゲーム特集。
2014年2月8 - 9日
μ's声優がさいたまスーパーアリーナにて、ライブイベント「ラブライブ！ μ's→NEXT LoveLive! 2014 〜ENDLESS PARADE〜」を開催。
2014年4月号
イラストノベル「secret short cuts」cut 9、小説「School idol diary 〜絢瀬絵里〜」の一部を掲載。テレビアニメ第2期告知、4th ライブレポート、PS Vitaゲーム特集。
2014年3月20日 - 2014年4月16日
ゆりかもめ東京臨海新交通臨海線にて、Printempsバージョン、lily whiteバージョン、BiBiバージョンの3種類のラッピング車両を運行。
2014年4月 - 6月
テレビアニメ第2期を放送。
2014年5月号
イラストノベル「secret short cuts」cut 10、小説「School idol diary 〜絢瀬絵里〜」の一部を掲載。小説続刊の告知、全国スクールアイドルユニット名発表。
2014年6月号
付録として「にいてんご 南ことり」を付属。
2014年7月号
付録として「にいてんご 矢澤にこ」を付属。
2014年8月号
付録として「にいてんご 西木野真姫」を付属。小説「School idol diary」のスペシャルストーリーを掲載。新曲CD制作、にいてんごの全員フィギュア化決定を発表。「みんなで作るμ'sの歌（以下、「μ'sの歌」企画概要説明（ノベル担当：真姫）。
2014年9月号
小説「School idol diary」のスペシャルストーリーを掲載。「μ'sの歌」歌詞に入るキーワードを公募（ノベル担当：海未）。
2014年8月28日
PlayStation Vita用リズムアクションゲーム『ラブライブ！School idol paradise』が、「vol.1 Printemps」「vol.2 BiBi」「vol.3 lily white」の3タイトルで発売。
2014年10月号
付録として「ラブライブ！ 投票用シリアルコード」を付属。「μ'sの歌」歌詞に入るキーワードの候補を発表、投票を受け付け（ノベル担当：希）。
2014年11月号
ファンミーティングツアー開催地の発表。「μ'sの歌」衣装のテーマとなるキーワードを公募（ノベル担当：ことり）。
2014年10月19日
μ's声優がNHK総合の音楽番組『MUSIC JAPAN』に出演し、「それは僕たちの奇跡」を歌った。また、Dream5の「ダン・ダン ドゥビ・ズバー！」ではバックダンサーもつとめた。
2014年12月号
付録としてスマートフォン専用「ラブライブ！ 南ことりアラームボイス」を付属。「μ'sの歌」衣装のテーマとなるキーワードの候補を発表、投票を受け付け（ノベル担当：花陽）。「チビμ'sグッズ」グッズ5種、採用者23名を発表。
2015年1月号
「μ'sの歌」歌詞に入るキーワードを発表、計5名による4種に決定（ノベル担当：絵里）。「チビμ'sグッズ」グッズ2種、採用者19名を発表。
2015年2月号
付録として『ラブライブ！』チビμ'sステーショナリーセット〈Pink〉（ペンポーチ&ボールペン）を付属。「μ'sの歌」特別編として、今までの流れの振り返りと、製作する楽曲が「μ's Fan Meeting Tour2015」で披露されることを発表。
2015年3月号
付録として『ラブライブ！』にいてんご 高坂穂乃果を付属。「μ'sの歌」振り付けの決めポーズの候補を発表、投票を受け付け（ノベル担当：凛）。「チビμ'sグッズ」グッズ3種、採用者1名を発表。
2015年1月31日 - 2月1日
μ's声優がさいたまスーパーアリーナにて、ライブイベント｢ラブライブ！ μ's Go→Go! LoveLive! 2015 〜Dream Sensation!〜｣を開催。
2015年2月16日
声帯結節により短期休養中であった新田を含めたμ's声優がNHK Eテレの教育バラエティ番組『Rの法則』に生出演し、「Snow halation」（第2期第9話ver.）・「START:DASH!!」（第1期第13話ver.）・「それは僕たちの奇跡」（第2期OPのTVサイズver.）の計3曲を歌った。前述の3曲ともバックの映像にはそれぞれのバージョンのテレビアニメ本編の映像が使われた。
2015年4月号
「μ'sの歌」楽曲に関連したグッズ案を募集（ノベル担当：にこ）。
2015年3月8日
第9回声優アワードで、μ's名義で各メンバー役の声優9名が歌唱賞を受賞。
2015年5月号
「μ'sの歌」衣装テーマと楽曲タイトルを発表（ノベル担当：穂乃果）。
2015年6月号
付録として『ラブライブ！』チケット収納アルバムを付属。「μ'sの歌」決めポーズとグッズ案候補を発表、投票を受け付け（ノベル担当：真姫）。
2015年7月号
付録として『ラブライブ！』にいてんご 絢瀬絵里を付属。 「μ'sの歌」総集編。
2015年6月
2015年6月8日付のオリコンCDアルバム週間ランキングにて、『μ's Best Album Best Live! Collection II』が1位を獲得。
2015年6月13日
劇場版アニメを公開。
2015年8月号
「μ'sの歌」グッズ案を発表。
2015年10月11日
南條（ビデオ映像で出演）を除くμ's声優8人が、NHK総合の音楽番組『MUSIC JAPAN』（特別編）に出演し、「僕らは今のなかで」「それは僕たちの奇跡」「KiRa-KiRa Sensation!」の計3曲（いずれもショートver.）を歌った。
2015年11月20日
NHK BSプレミアムにて「ラブライブ！ μ'sスペシャルライブ」の番組名で、NHKで行われた南條を除くμ's声優8人の300人限定ライブの模様（収録は同年10月23日）や、ライブの舞台裏などを放送。ナレーションはことりの母役の日髙のり子。
紅白直前ver.として、12月29日にも放送。
2015年12月4日
南條を除くμ's声優8人が、テレビ朝日の音楽番組『ミュージックステーション』に出演。
2015年12月31日
南條を除くμ's声優8人が、第66回NHK紅白歌合戦に出場。声優の紅白出場は水樹奈々に続き史上2組目であるという。
2016年2月26日
この日発表された第30回日本ゴールドディスク大賞において、『μ's Best Album Best Live! Collection II』がアニメーション・アルバム・オブ・ザ・イヤーを、本作関連作品が特別賞を受賞。
2016年3月31日・4月1日
μ's声優が東京ドームで最後のワンマンライブとなる「μ's Final LoveLive！～μ'sic Forever♪♪♪♪♪♪♪♪♪」を開催。
2017年9月21日
「東京ゲームショウ」（ビジネスデー）のブシロードブースにて行われたラブライブ!スクールアイドルフェスティバル 新情報発表会ステージにて、新田が登壇。
2017年12月2日
Pileの単独ライブ「Pile Live at Budokan 〜Pile feat. ラブライブ!〜」が日本武道館にて開催。新田をゲストに迎えてμ'sの楽曲も披露された。なお『ラブライブ!』の公式イベントではないため、本作品のホームページ等での宣伝はされなかった。
2018年1月8日
「電撃25周年記念 電撃屋冬まつり in 幕張」にて、『G's』誌上で連載していた「のぞまきえり」を1冊にまとめた冊子『HISTORY OF ラブライ部！ G's課外活動～のぞまきえり～総集編　電撃屋冬まつり限定特典付き』を先行販売。
2018年5月20日
「スクフェス感謝祭2018～Go!Go!シャンシャンランド～in大阪」内「スクフェスシリーズ新情報発表会ステージ」にて新田、三森、飯田が登壇。
2018年8月5日
「スクフェス感謝祭2018～Go!Go!シャンシャンランド～in東京」内「スクフェスシリーズ新情報発表会ステージ & 閉会式」にて新田、内田、徳井が登壇。
2018年9月17日
NHK-FMの特別番組枠「今日は一日○○三昧」のひとつ、『今日は一日“ラブライブ！”三昧』放送。MCの1人として新田が、ゲストとして徳井、三森、内田、飯田が順次出演した。
2019年4月5日
本作品の公式ホームページを含む、シリーズ全体のウェブサイトが閲覧障害が起こる。詳しくはラブライブ!シリーズ#2019年を参照。
2019年5月30日
「ラブライブ!シリーズ9周年発表会」開催。新田が出演。シリーズ9周年を記念した新企画が発表された。
2019年8月21日
ウェブ特番「μ's 9th Anniversary 課外活動 ～のぞりんことほのまき～」を生配信。新田、内田、飯田、Pile、楠田が出演。μ's9周年を記念した新企画が発表された。
2019年8月30日
『ラブライブ！総合マガジン』Vol.2にて、漫画『ラブライブ！ School idol diary セカンドシーズン』の「春色バレンタイン」編（作画：柴崎しょうじ）が連載開始。
2024年2月23 - 25日
イベント「TVアニメ放送10周年記念 LoveLive! Special Talk Session」（23・24日）、イベント「TVアニメ放送10周年記念 LoveLive! Overseas Events国内キックオフミーティング」（25日）開催。